# ترابری کودک

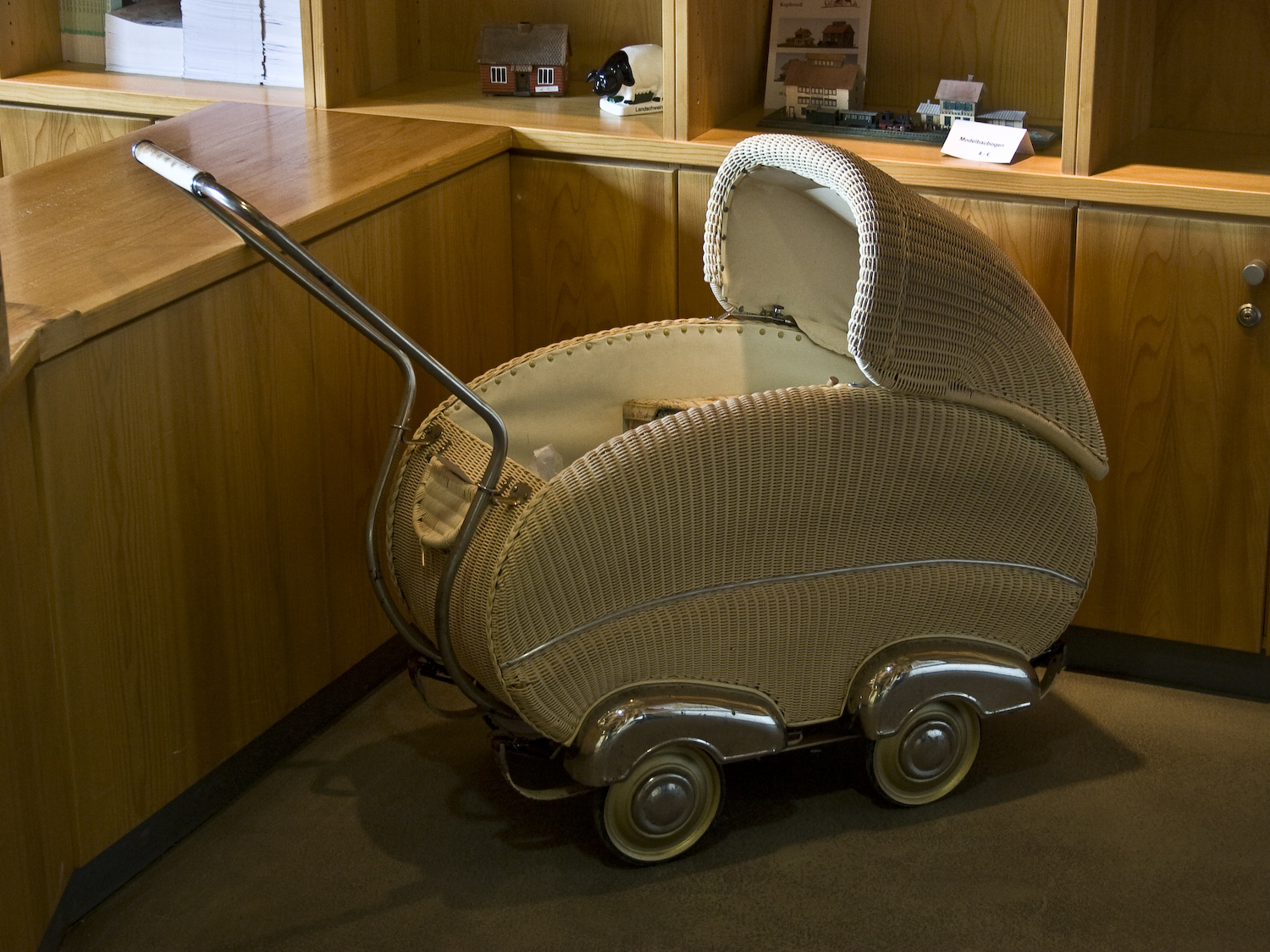
یک کالسکهٔ حمل کودک

ترابری کودک به روش‌های نقل و انتقال کودک گفته می‌شود. این روش‌ها در فرهنگ‌ها و زمان‌های مختلف متفاوت بوده است.
از رایج‌ترینِ این روش‌ها می‌توان به انتقال با کالسکه، صندلی ماشین نوزاد، بند، گهواره، کوله پشتی، سبد و حامل دوچرخه اشاره کرد.

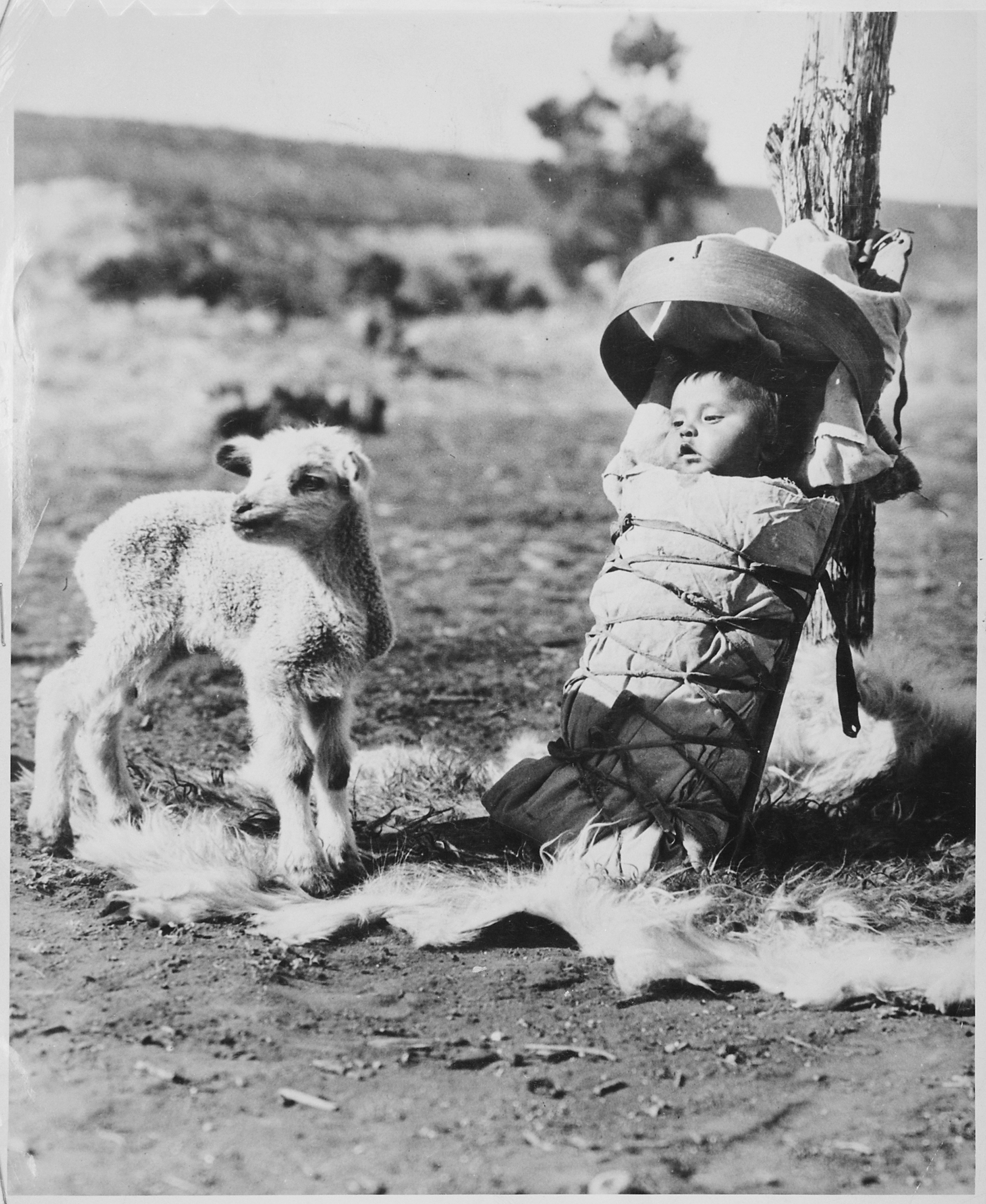
یک کودک ناواهویی در یک گهواره در آریزونا در سال ۱۹۳۶

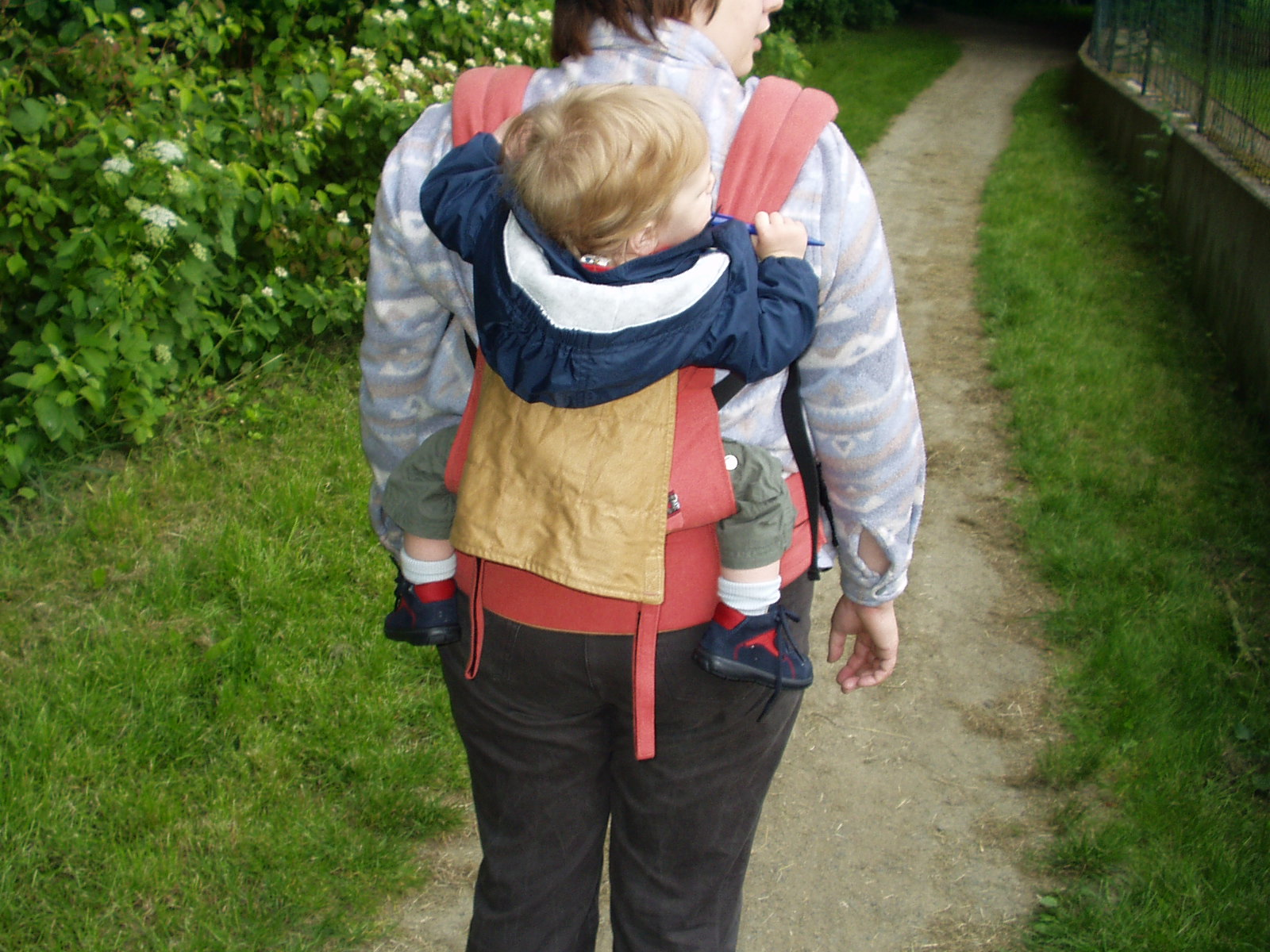
یک کوله پشتی حمل کودک

## نگارخانه

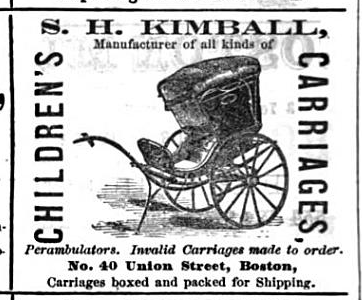
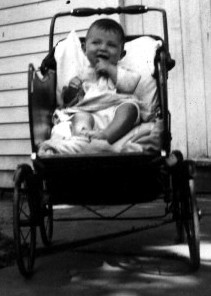
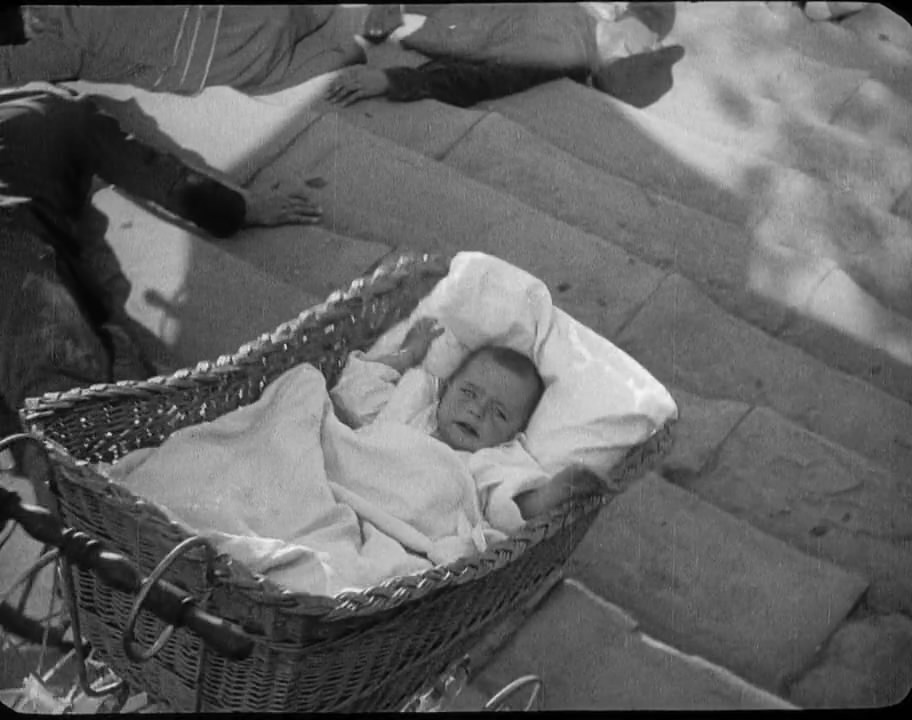
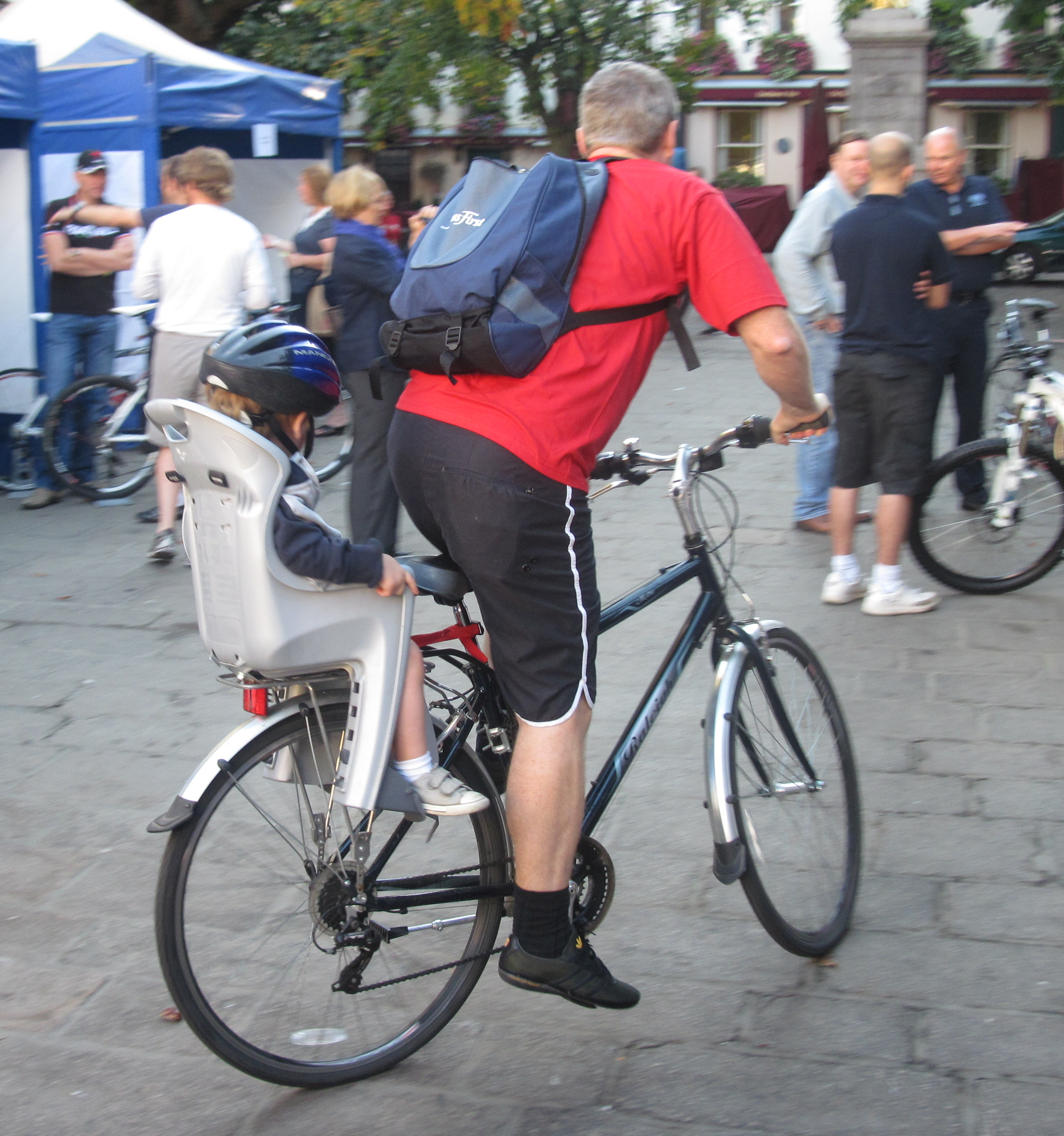
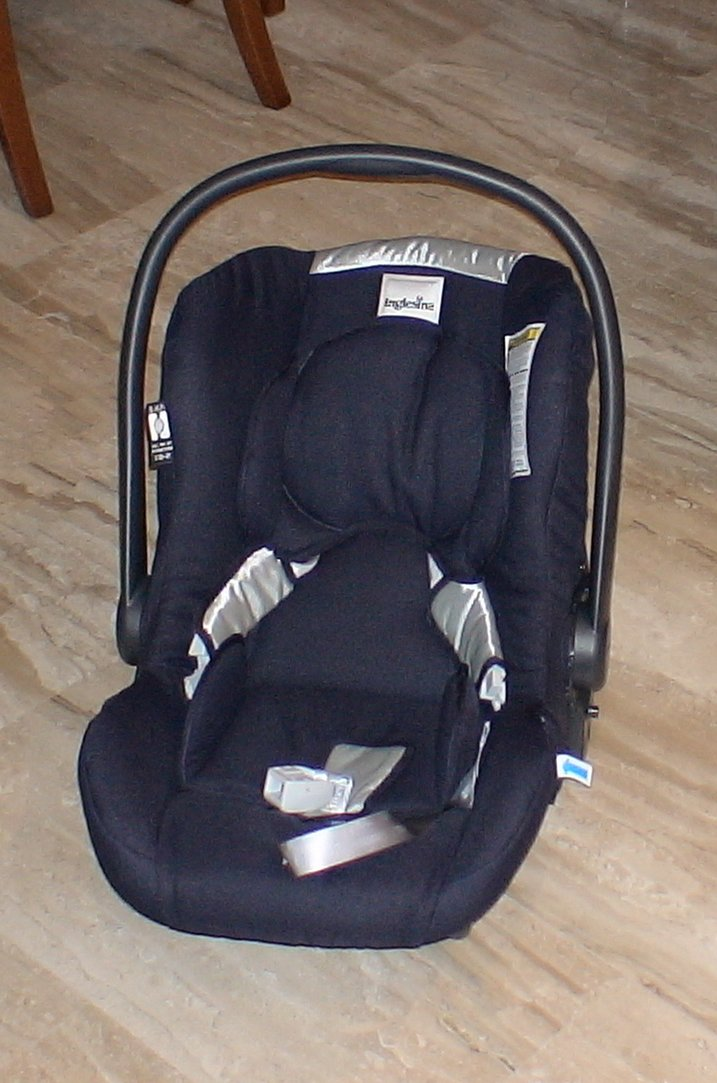
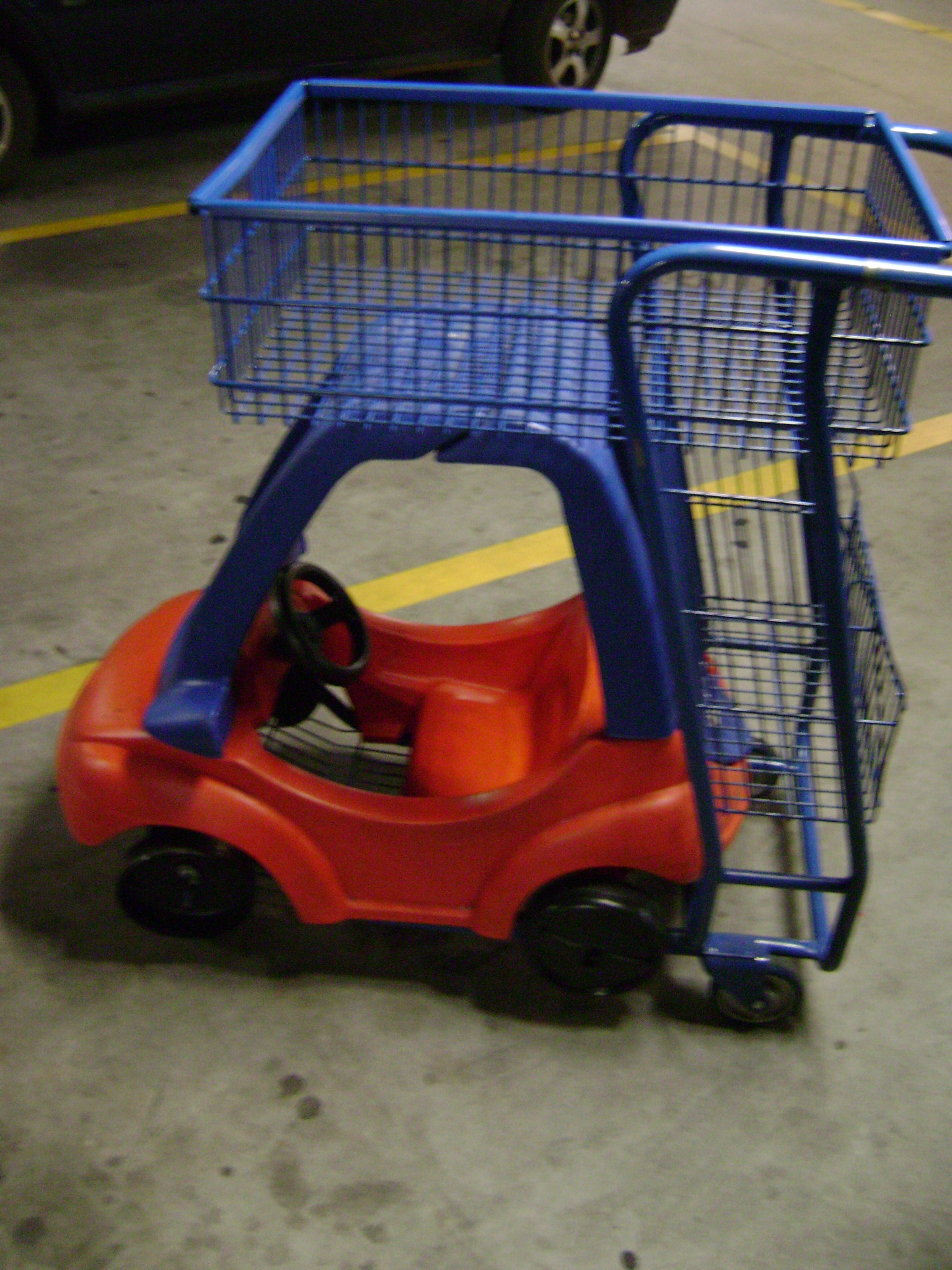
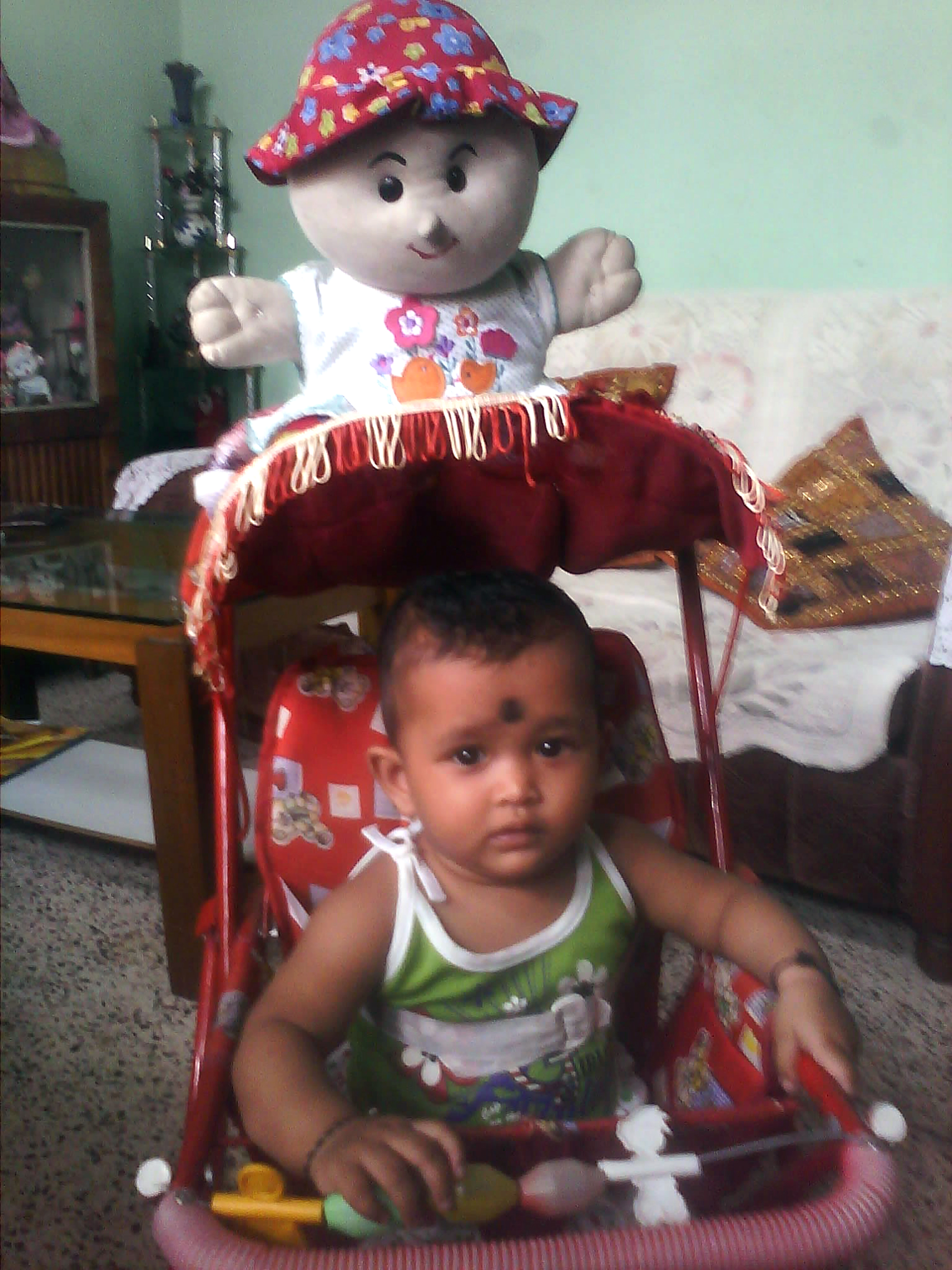
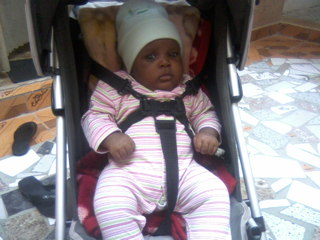
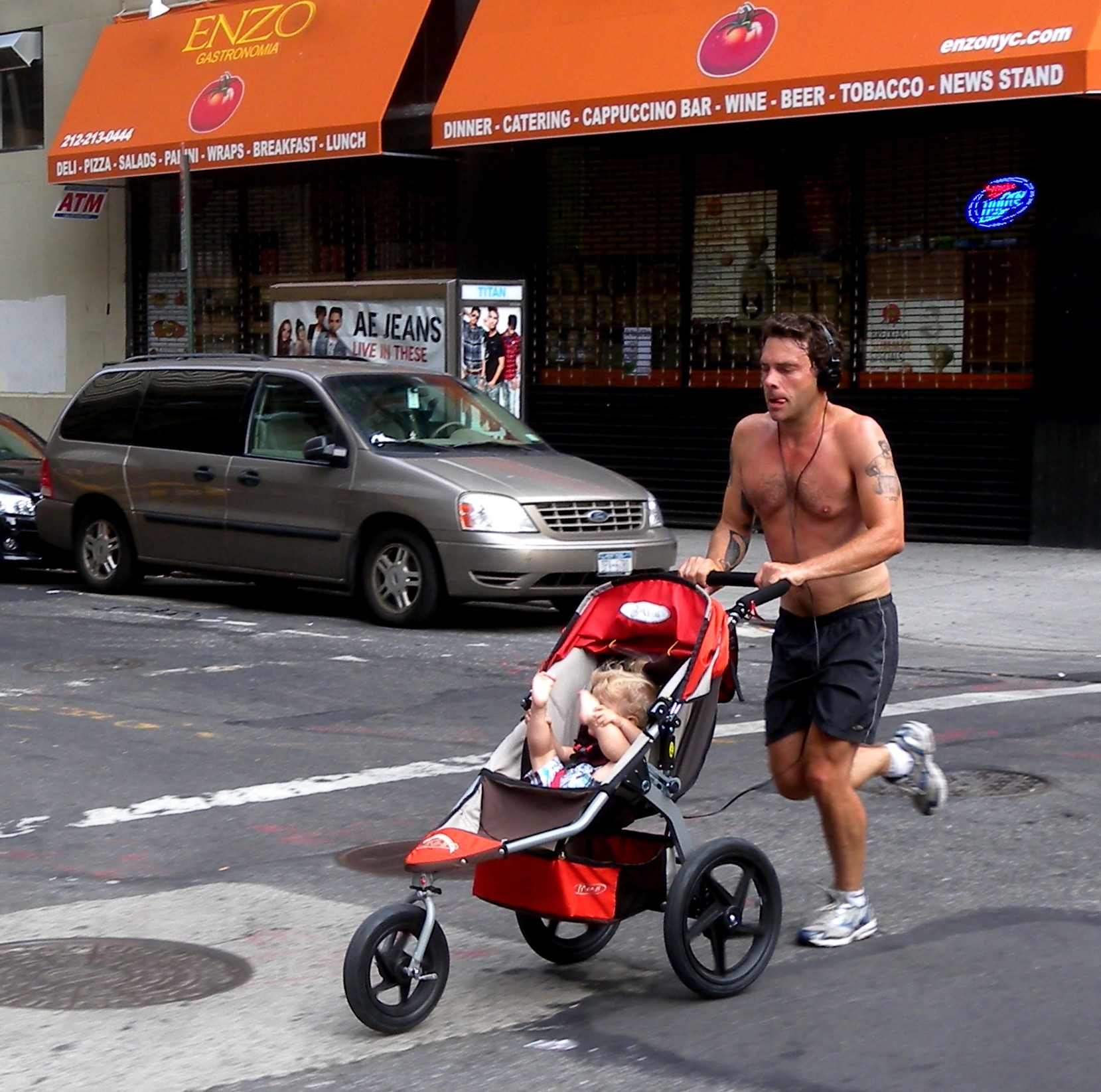
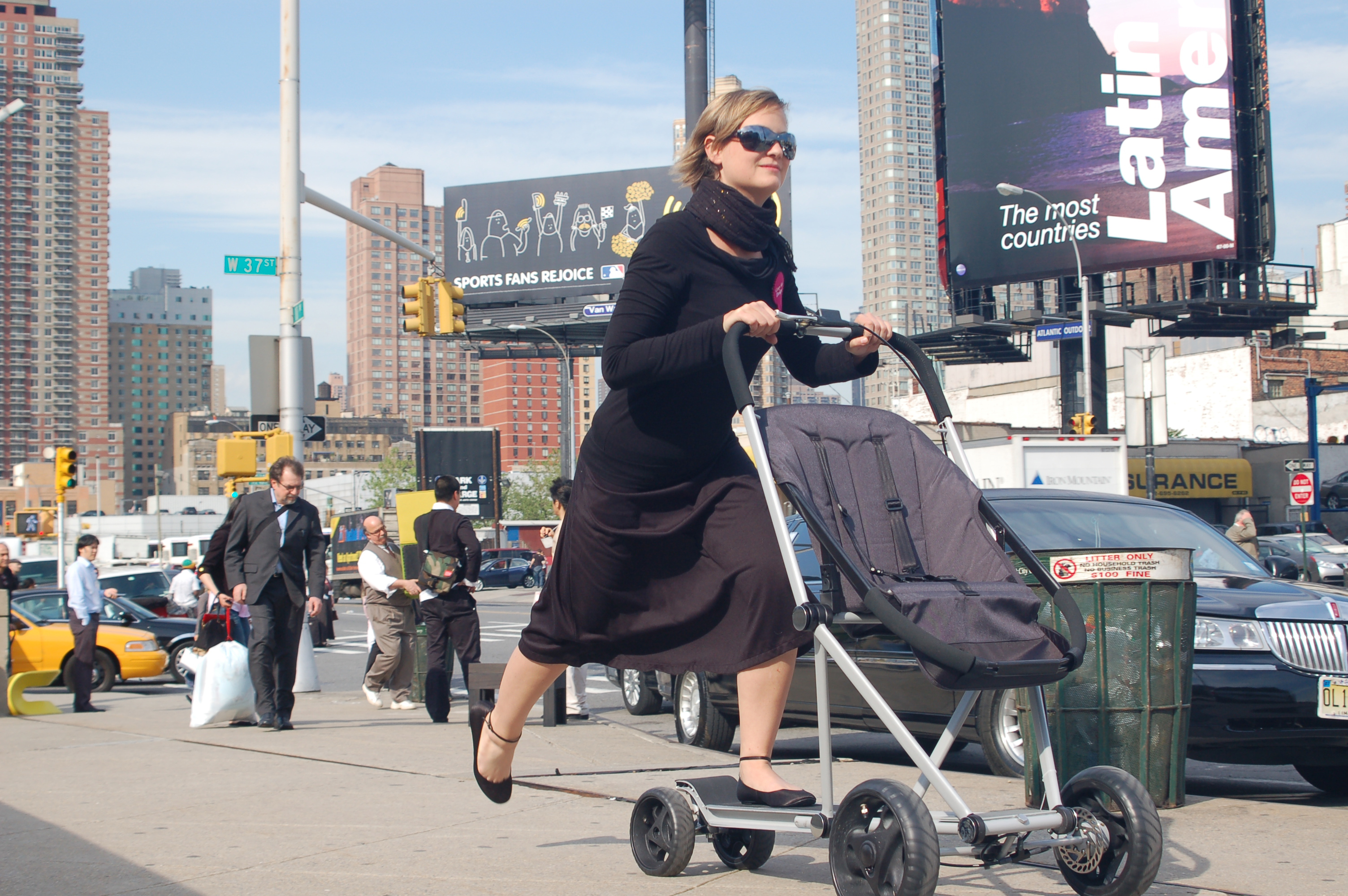
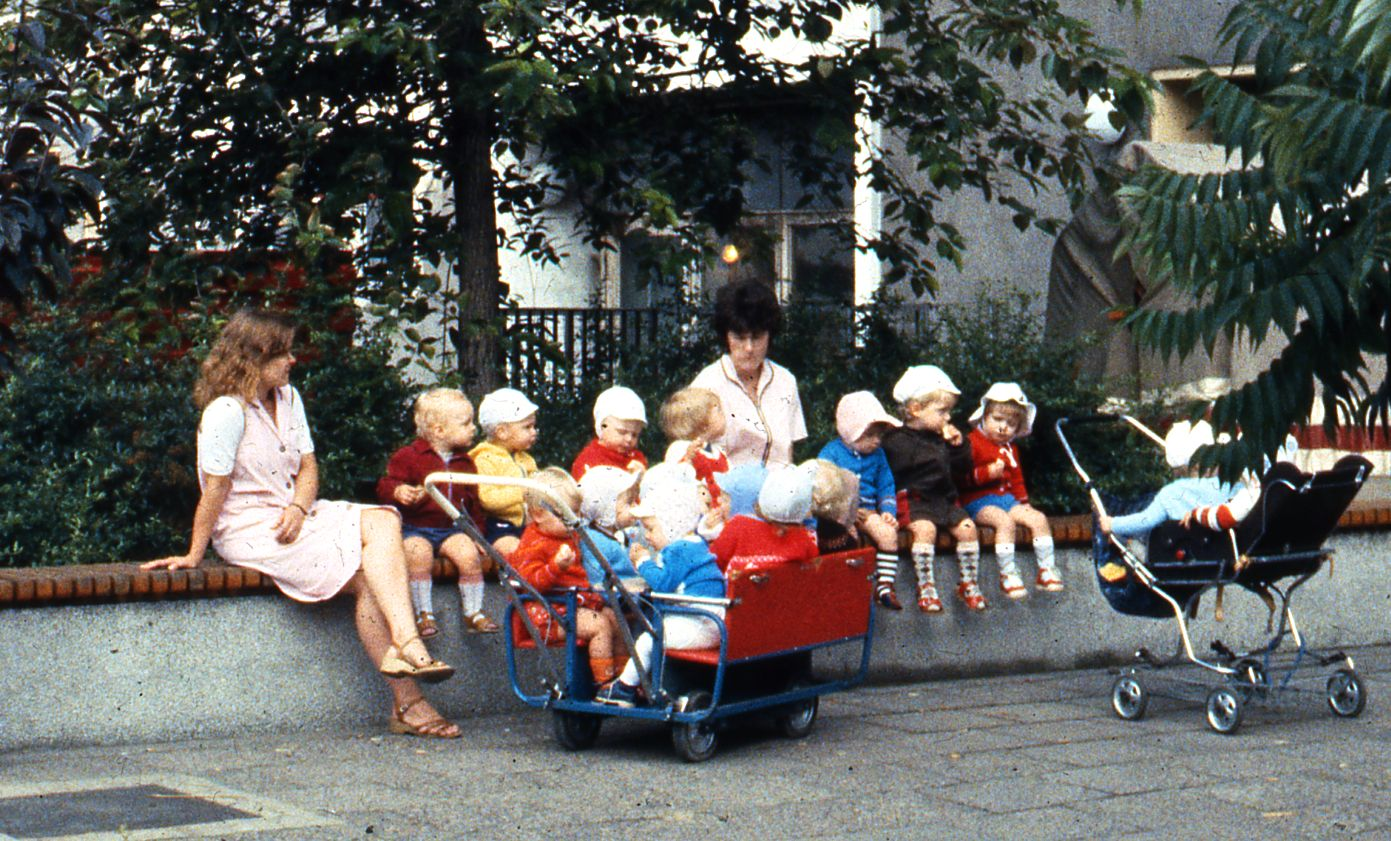
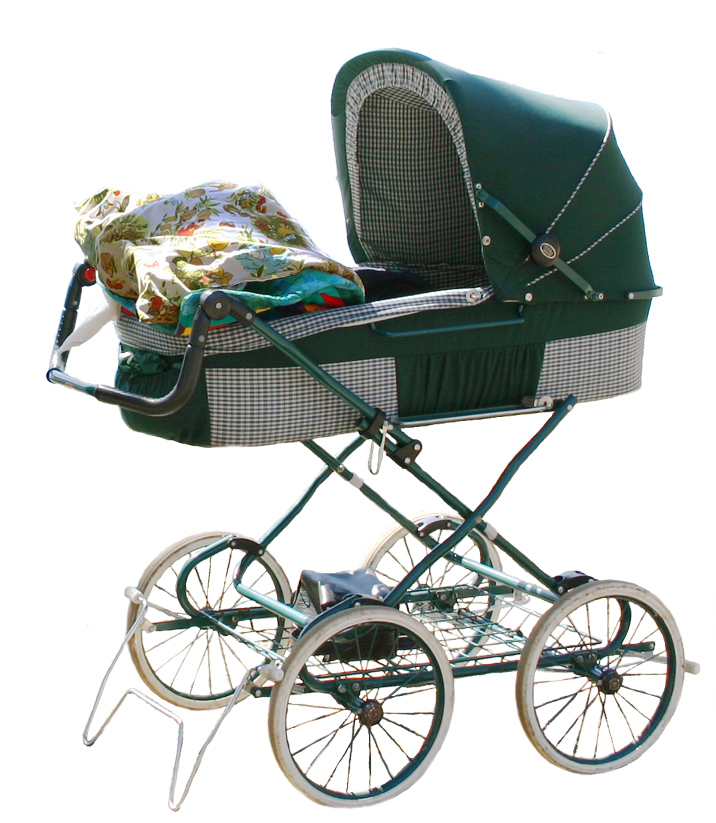